# Mimodactylus
Mimodactylus é um gênero de pterossauro da subordem Pterodactyloidea, e membro do clado Mimodactylidae do Cretáceo Superior. Seus fósseis foram encontrados no Líbano.

## Descoberta
No Lagerstätte de Hjoula, a dez quilômetros do porto de Byblos em direção ao interior, caçadores de fósseis comerciantes fazem regularmente descobertas importantes. Um raro esqueleto de pterossauro foi adquirido por um benfeitor anônimo e doado ao Museu Mineral de Beirute, parte da Universidade São José de Beirute. Foi preparado no Canadá por Luke Allan Lindoe, técnico da Universidade de Alberta.
Em 2019, a espécie Mimodactylus libanensis foi nomeada e descrita por Alexander Kellner, Michael Wayne Caldwell, Borja Holgado, Fabio Marco Dalla Vecchia, Roy Nohra, Juliana Manso Sayão e Philip John Currie. O nome genérico combina uma referência ao MIM, o acrônimo usual do Museu Mineral, com um grego δάκτυλος, daktylos, "dedo". O nome era para homenagear o filantropo também. O descritor específico refere-se à procedência do Líbano.
O holótipo MIM F1 foi escavado a partir de um depósito marinho do Giz sannoíno datado do Cenomaniano tardio, cerca de 95 milhões de anos. As camadas foram depositadas na costa da placa afro-árabe, no sul do Mar de Téntias. Consiste em um esqueleto relativamente completo com crânio e mandíbulas inferiores. Faltam algumas vértebras e alguns elementos pélvicos. O esqueleto é em grande parte articulado e parcialmente tridimensionalmente preservado, mas a parte traseira do crânio é fortemente comprimida. É um indivíduo juvenil. Representa o esqueleto de pterossauro mais completo já encontrado na placa afro-árabe. A Universidade de Alberta fez um elenco, com o número de inventário MN 7216-V.

## Descrição

### Tamanho e características distintivas
O holótipo de Mimodactylus tem uma envergadura de 132 centímetros, mas o exemplar estava longe de ser adulto. Os autores descreveram alguns traços distintos. Dois deles são autapomorphies, personagensderivados únicos. O úmero tem uma crista deltopectoral retangular. O úmero tem menos da metade do comprimento da segunda falange do quarto (asa). Além disso, os fósseis mostram uma combinação de traços únicos para a Ornithocheiroidea. O paladar tem um cume distinto. As mandíbulas superiores têm onze dentes e as mandíbulas inferiores a cada dez. O ombro é um pouco mais longo que o coracoide. O úmero é 30% maior que o osso da coxa. A crista deltopectoral cobre 40% do comprimento do eixo do úmero. Da Lagerstätte de Hjoûla são conhecidos dois outros espécimes de pterossauro. Um deles é o holótipo de Microtuban, o outro é o espécime MSNM V 3881. De acordo com os autores descritos, ambos claramente diferem em proporções do holotipo Mimodactylus, provando que representavam taxas diferentes.

### Crânio

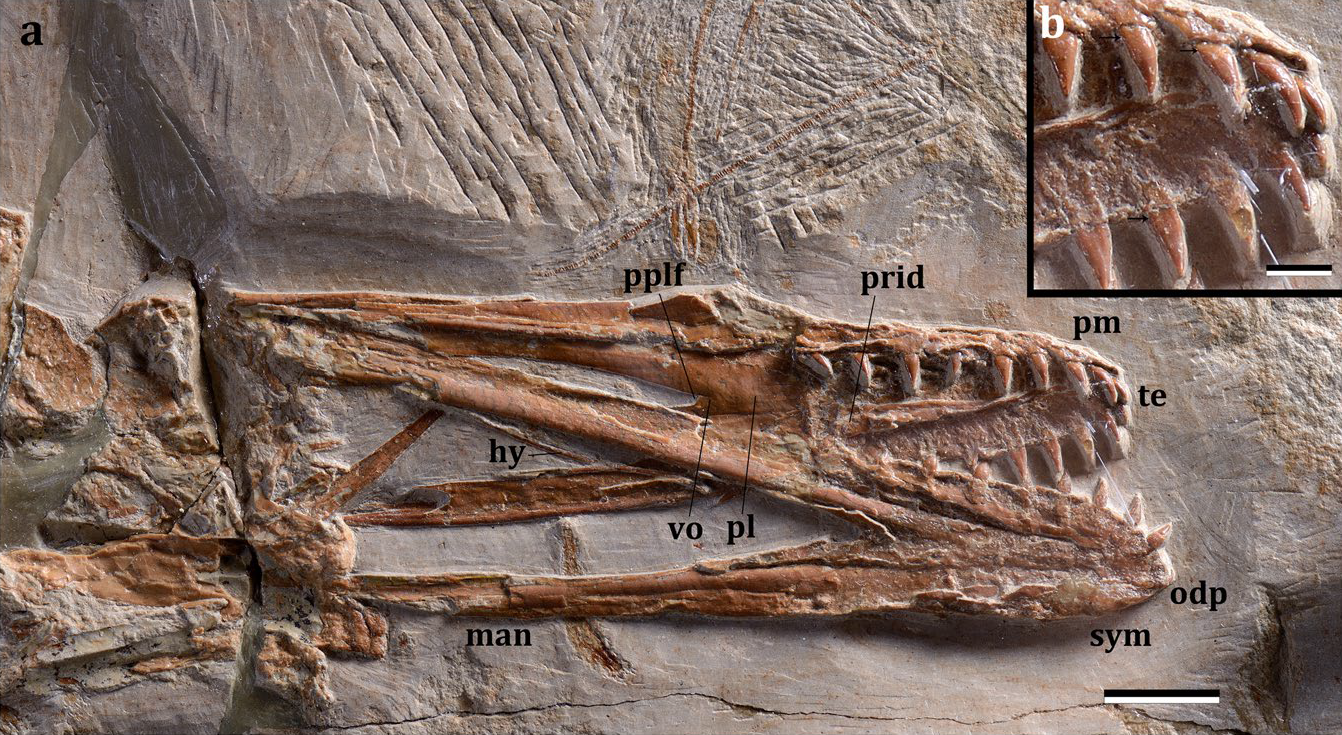
Crânio

O focinho de Mimodactylus é largo, mas não arredondado na frente, terminando em uma ponta pontiaguda. A mandíbula superior tem onze dentes. Estes são um pouco transversamente achatados, mas não em forma de punhal ou serrilhados. Eles são cônicos com uma seção de cros oval. Seu lado externo é convexo. Faltam pontas afiadas ou carinas. Seus apices são afiados e ligeiramente dobrados para dentro. Eles possuem um cingulum, um cume espessa na base da coroa. O primeiro dente é menor, com uma seção transversal circular. Os dentes subsequentes são mais longos, retos e amplamente espaçados. Eles só estão presentes na metade da frente da mandíbula. O paladar forma uma placa côncava com um pequeno cume. O choanae, as narinas internas, são grandes e separados pelos vomers. Os póspalatinas fenestrae são alongados e em forma de ovo em perfil, como acontece com Hongshanopterus. O quadrate é angulado a 150° em relação à borda da mandíbula. A mandíbula inferior tem um comprimento preservado de 105 milímetros. Ele carrega dez dentes para um total de 42 na cabeça como um todo. As mandíbulas inferiores têm um processo central apontando odontoide na frente. Do osso hioide, duas primeiras ceratobranchialia foram preservadas, finos elementos alongados em forma de garfo.

### Poscrania

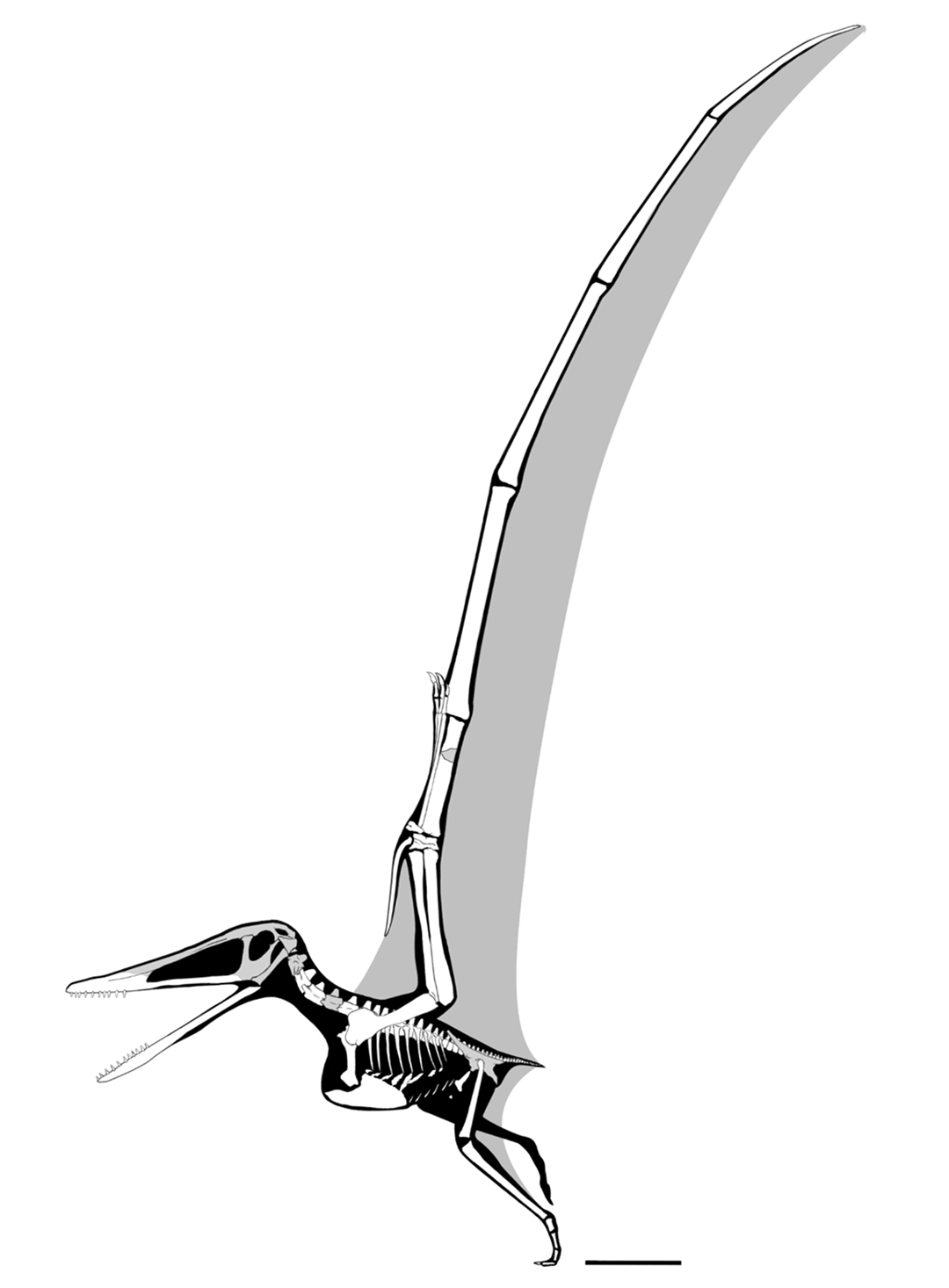
Diagrama esquelético

As vértebras dianteiras da parte de trás não são fundidas em um osso dorsal. Uma série de sete vértebras traseiras é visível. Estas rapidamente diminuem de tamanho em direção à traseira, indicando que a cauda era muito curta. O osso do peito está arredondado na frente. Sua cristospina, crista central na parte inferior, é curta e profunda. A omoplata é robusta e restrita. É mais longo que o coracoide, diferente da condição no Istiodactylidae. A faceta coracoide tocando o osso do peito é côncava, com um processo que se estende para trás, novamente diferente da morfologia isiodactílida. As asas são visivelmente alongadas, com baixa proporção. O úmero tem 52 milímetros de comprimento. Sua crista deltopectoral tem distinta borda distal reta. Esta crista que cobre 40% do comprimento do eixo excede a razão em todos os membro de Ornithocheiroidea, exceto a Pteranodontidae. O pteroide, o osso que sustenta a membrana da asa dianteira ou propatagium, é muito longo, um pouco mais longo até mesmo que o úmero. Ele claramente aponta para o pescoço e articula com o síncropo proximal; este tinha sido um ponto de discórdia entre os pesquisadores. A primeira e segunda falange do quarto dedo são relativamente mais longas do que com istiodactílidos. A quarta falange é curvada para trás.

## Classificação
Kellner criou um ramo específico para incluir o espécime, o que é demonstrado pelo cladograma exposto em seu estudo em 2019.
| Mimodactylidae | \| \| Haopterus \| \| \| \| \| \| Mimodactylus \| \| \| \| |
|                | \| \| Haopterus \| \| \| \| \| \| Mimodactylus \| \| \| \| |
|                | Haopterus                                                  |
|                |                                                            |
|                | Mimodactylus                                               |
|                |                                                            |

|  | Haopterus    |
|  |              |
|  | Mimodactylus |
|  |              |

|  | Liaoxipterus                                                                      |
|  |                                                                                   |
|  | \| \| Istiodactylus sinensis \| \| \| \| \| \| Istiodactylus latidens \| \| \| \| |
|  |                                                                                   |
|  | Istiodactylus sinensis                                                            |
|  |                                                                                   |
|  | Istiodactylus latidens                                                            |
|  |                                                                                   |

|  | Istiodactylus sinensis |
|  |                        |
|  | Istiodactylus latidens |
|  |                        |

|  | Liaoxipterus                                                                      |
|  |                                                                                   |
|  | \| \| Istiodactylus sinensis \| \| \| \| \| \| Istiodactylus latidens \| \| \| \| |
|  |                                                                                   |
|  | Istiodactylus sinensis                                                            |
|  |                                                                                   |
|  | Istiodactylus latidens                                                            |
|  |                                                                                   |

|  | Istiodactylus sinensis |
|  |                        |
|  | Istiodactylus latidens |
|  |                        |

|  | Liaoxipterus                                                                      |
|  |                                                                                   |
|  | \| \| Istiodactylus sinensis \| \| \| \| \| \| Istiodactylus latidens \| \| \| \| |
|  |                                                                                   |
|  | Istiodactylus sinensis                                                            |
|  |                                                                                   |
|  | Istiodactylus latidens                                                            |
|  |                                                                                   |

|  | Istiodactylus sinensis |
|  |                        |
|  | Istiodactylus latidens |
|  |                        |

|  | Liaoxipterus                                                                      |
|  |                                                                                   |
|  | \| \| Istiodactylus sinensis \| \| \| \| \| \| Istiodactylus latidens \| \| \| \| |
|  |                                                                                   |
|  | Istiodactylus sinensis                                                            |
|  |                                                                                   |
|  | Istiodactylus latidens                                                            |
|  |                                                                                   |

|  | Istiodactylus sinensis |
|  |                        |
|  | Istiodactylus latidens |
|  |                        |

| Mimodactylidae | \| \| Haopterus \| \| \| \| \| \| Mimodactylus \| \| \| \| |
|                | \| \| Haopterus \| \| \| \| \| \| Mimodactylus \| \| \| \| |
|                | Haopterus                                                  |
|                |                                                            |
|                | Mimodactylus                                               |
|                |                                                            |

|  | Haopterus    |
|  |              |
|  | Mimodactylus |
|  |              |

|  | Liaoxipterus                                                                      |
|  |                                                                                   |
|  | \| \| Istiodactylus sinensis \| \| \| \| \| \| Istiodactylus latidens \| \| \| \| |
|  |                                                                                   |
|  | Istiodactylus sinensis                                                            |
|  |                                                                                   |
|  | Istiodactylus latidens                                                            |
|  |                                                                                   |

|  | Istiodactylus sinensis |
|  |                        |
|  | Istiodactylus latidens |
|  |                        |

|  | Liaoxipterus                                                                      |
|  |                                                                                   |
|  | \| \| Istiodactylus sinensis \| \| \| \| \| \| Istiodactylus latidens \| \| \| \| |
|  |                                                                                   |
|  | Istiodactylus sinensis                                                            |
|  |                                                                                   |
|  | Istiodactylus latidens                                                            |
|  |                                                                                   |

|  | Istiodactylus sinensis |
|  |                        |
|  | Istiodactylus latidens |
|  |                        |

|  | Liaoxipterus                                                                      |
|  |                                                                                   |
|  | \| \| Istiodactylus sinensis \| \| \| \| \| \| Istiodactylus latidens \| \| \| \| |
|  |                                                                                   |
|  | Istiodactylus sinensis                                                            |
|  |                                                                                   |
|  | Istiodactylus latidens                                                            |
|  |                                                                                   |

|  | Istiodactylus sinensis |
|  |                        |
|  | Istiodactylus latidens |
|  |                        |

|  | Liaoxipterus                                                                      |
|  |                                                                                   |
|  | \| \| Istiodactylus sinensis \| \| \| \| \| \| Istiodactylus latidens \| \| \| \| |
|  |                                                                                   |
|  | Istiodactylus sinensis                                                            |
|  |                                                                                   |
|  | Istiodactylus latidens                                                            |
|  |                                                                                   |

|  | Istiodactylus sinensis |
|  |                        |
|  | Istiodactylus latidens |
|  |                        |

## Paleobiologia
O habitat de Mimodactylus consistia nas ilhas e arquipélagos situados no amplo planalto de giz que se estendia da costa norte da placa afro-arabische, no Mar de Tétis.
A dentição de Mimodactylus difere de todos os outros pterossauros conhecidos. Seus dentes cônicos lisos curtos não esparramados teriam sido úteis para quebrar os exoesqueletos de artrópodes. Isso poderia indicar que era um insetívoro, mas os insetos estão em grande parte ausentes das camadas de Lagerstätte. A falta de fósseis vegetais prova que o local estava longe da terra. Suas asas alongadas não forneceram a manobrabilidade necessária para pegar insetos voadores rápidos. No entanto, eles permitiriam um voo estável durante a elevação dinâmica sobre a superfície do mar. O local é rico em fósseis de crustáceos pertencentes aos Decápodes. Tais criaturas semelhantes a camarão poderiam ter sido retiradas da superfície da água pelo bico largo, semelhante à maneira como alguns patos, garças e Balaeniceps rex capturam presas.